# 奧季涅齊克
48°43′30″N 36°35′28″E / 48.72500°N 36.59111°E
奧迪內齊克（烏克蘭語：Одинецьке）是位於烏克蘭東部的村莊，由哈爾科夫州洛佐瓦區的布利茲紐基市鎮負責管轄。該村始建於1858年，面積0.07平方公里，海拔高度101米，2001年人口35。